# 2009 في كرواتيا
فيما يلي قوائم الأحداث التي وقعت خلال عام 2009 في كرواتيا.

## سياسة

### تعيين في المنصب
- 6 يوليو – يادرانكا كوسور قائمة رؤساء وزراء كرواتيا.

### انتهاء فترة المنصب
- 6 يوليو – ايفو ساندر قائمة رؤساء وزراء كرواتيا.

## رياضة
- 1 يناير – بطولة العالم لكرة اليد للرجال 2009 الفائز منتخب فرنسا لكرة اليد.

### ديسمبر
- 5 ديسمبر – غوردانا بوجويفيتش (مواليد 1974) لاعبة كرة سلة صربية.